# Zemborzyce (gmina)
Zemborzyce (do 1870 gmina Głusków, od 1973 Głusk) – dawna gmina wiejska istniejąca do 1954 roku w woj. lubelskim. Siedzibą władz gminy były Zemborzyce a następnie Głusk (obecnie są to dzielnice Lublina).
Gmina powstała za Królestwa Polskiego w powiecie lubelskim w guberni lubelskiej 13 stycznia 1870, w związku z przemianowaniem dotychczasowej gminy Głusków na Zemborzyce, po przyłączeniu do niej pozbawionego praw miejskich Głuska.
15 maja 1931 z jej terytorium wyłączono część wsi Dziesiąta pod nazwą folwark Dziesiąta, włączając go w granice Lublina.
W okresie powojennym gmina należała do powiatu lubelskiego w woj. lubelskim. Według stanu z dnia 1 lipca 1952 roku gmina składała się z 26 gromad.
Gmina została zniesiona 29 września 1954 roku wraz z reformą wprowadzającą gromady w miejsce gmin. Jednostki nie przywrócono 1 stycznia 1973 roku po reaktywowaniu gmin, utworzono natomiast jej terytorialny odpowiednik, gminę Głusk.